# Pycnoclavella filamentosa
Pycnoclavella filamentosa är en sjöpungsart som beskrevs av Kott 2005. Pycnoclavella filamentosa ingår i släktet Pycnoclavella och familjen Pycnoclavellidae. Inga underarter finns listade i Catalogue of Life.